# Singlding (Erding)
Singlding ist ein Gemeindeteil der Großen Kreisstadt Erding im Landkreis Erding, Oberbayern.

## Lage
Der Weiler liegt rund fünf Kilometer südlich von Erding. Durch den Ort fließt die Sempt.

## Gemeinde
Singlding gehörte zur Gemeinde Altenerding und wurde im Zuge der Gebietsreform in Bayern mit dieser am 1. Mai 1978 in die Stadt Erding eingegliedert.

## Baudenkmäler
Im Ort befindet sich ein in die amtliche Liste eingetragenes Denkmal in Form eines Bildstocks von 1851 zur Erinnerung an die 1806 abgebrochene Kirche St. Willibald und Walburga.